# Don Nygord
Donald C. „Don” Nygord (ur. 13 czerwca 1936 w Pocatello, zm. 26 grudnia 2004 w Prescott) – amerykański strzelec specjalizujący się w konkurencjach pistoletowych, siedmiokrotny medalista mistrzostw świata, osiemnastokrotny medalista igrzysk panamerykańskich, dwukrotny olimpijczyk (Los Angeles, Seul).

## Kariera
W 1979 roku startował w konkurencji strzelania z pistoletu pneumatycznego z 10 m, rozgrywanej w ramach mistrzostw świata i igrzysk panamerykańskich – na drugiej z tych imprez otrzymał złoty medal. Dwa lata później wywalczył złoty medal mistrzostw świata rozgrywanych w Santo Domingo, w konkurencji pistolet pneumatyczny 10 m, jak również dwa medale mistrzostw Ameryki. W 1982 został trzykrotnym medalistą mistrzostw świata rozegranych w Caracas, medale wywalczył głównie w konkurencjach drużynowych. W 1983 roku zaś został indywidualnym srebrnym medalistą igrzysk panamerykańskich w konkurencji strzelania z pistoletu pneumatycznego z odległości 10 metrów.
W ramach igrzysk olimpijskich w Los Angeles wystąpił w konkurencji pistolet dowolny 50 m – w tabeli wyników zajął 14. pozycję z rezultatem 554 punktów.
W 1985 zdobył aż cztery medale mistrzostw Ameryki – złote medale w konkurencjach pistolet pneumatyczny 10 m, pistolet dowolny 50 m i pistolet standardowy 25 m oraz srebrny medal w konkurencji pistolet centralnego zapłonu 25 m. Dwa lata później zaś wywalczył indywidualnie złoty medal igrzysk panamerykańskich w konkurencji strzelania z pistoletu dowolnego z 10 m. Na tych samych igrzyskach zajmował 3. pozycję w konkurencji strzelania z pistoletu dowolnego z 50 m, jednak regulamin igrzysk zakładał, że w danej konkurencji reprezentanci jednego kraju mogą otrzymać maksymalnie dwa medale. Wyższy od niego rezultat punktowy otrzymali dwaj strzelcy reprezentujący na igrzyskach Stany Zjednoczone George Ross oraz Erich Buljung.
W drugim występie na letnich igrzyskach olimpijskich, który miał miejsce w Seulu, startował w dwóch konkurencjach. W konkurencji strzelania z pistoletu dowolnego (50 m) uzyskał wynik 559 punktów i zajął 11. pozycję (tracąc do zwycięzcy 7 punktów), natomiast w konkurencji strzelania z pistoletu pneumatycznego (z odległości 10 m) uzyskał wynik 574 punktów i zajął dopiero 28. pozycję (do zwycięzcy tracił 11 punktów).
W 1990 roku został dwukrotnym brązowym medalistą mistrzostw świata, tak jak osiem lat wcześniej zdobył te medale w konkurencjach drużynowych. Na igrzyskach panamerykańskich w 1991 zdobył indywidualnie dwa medale, złoty w konkurencji pistolet centralnego zapłonu 25 m oraz brązowy w konkurencji strzelania z pistoletu standardowego z 25 m. Cztery lata później został wicemistrzem igrzysk panamerykańskich w konkurencji pistolet standardowy 25 m.
Zdobywając 18 medali igrzysk panamerykańskich w karierze (6 indywidualnie, 12 drużynowo), jest współrekordzistą pod względem wywalczonych medali na tych igrzyskach, razem z swym rodakiem Lonesem Wiggerem.